# Dahomey-Aufstand
Der Dahomey-Aufstand, zeitgenössisch als Dahomey-Meuterei bezeichnet, war eine Rebellion deutscher Polizeisoldaten westafrikanischer Herkunft in der Kolonie Kamerun im Dezember 1893. Er wurde durch das Kanonenboot Hyäne niedergeschlagen, wobei ein großer Teil der Ortschaft Joßplatte (heute ein Teil von Douala) zerstört wurde. Im Deutschen Reich löste die Rebellion einen Kolonialskandal aus, in dessen Folge die bisherige Polizeitruppe Kamerun aufgelöst wurde.

## Ursachen
Zur Sicherung der deutschen Herrschaft in Kamerun wurde am 16. Oktober 1891 formal die Polizeitruppe Kamerun gebildet. Von vornherein hatte die Reichsregierung von einer Rekrutierung von Polizeisoldaten in der Kolonie selbst abgesehen, da die dortige Bevölkerung politisch als nicht zuverlässig im Sinne der deutschen Kolonialherrschaft galt.
Bereits im Sommer 1891 hatte Hauptmann Karl von Gravenreuth im Königreich Dahomey von König Behanzin 370 Sklavinnen und Sklaven für das Gouvernement Kamerun angekauft. Die Rekrutierung von freigekauften Sklaven auch für den Polizei- bzw. Militärdienst erschien der deutschen Gouvernementsverwaltung in Kamerun wesentlich kostengünstiger als die Einstellung von Söldnern, wie sie z. B. für die Schutztruppe für Deutsch-Ostafrika praktiziert wurde. Der Freikaufpreis betrug 280 bzw. 320 Mark pro Person. Mit 199 Personen beiderlei Geschlechts schloss Gravenreuth am 18. August 1891 in Weidah (Ouidah) einen Arbeitsvertrag, der die Unterzeichneten verpflichtete, nach Kamerun zu gehen und dort jede Arbeit als Träger, Soldaten, Farmarbeiter usw. anzunehmen. Der Kontrakt wurde auf fünf Jahre abgeschlossen, Verpflegung und Bekleidung waren frei. Der Vertrag schloss auch den Verbleib der Unterzeichneten in Kamerun ein. Zwei weitere Verträge wurden am 29. August 1891 in Weidah mit 45 Personen und am 1. September 1889 in Klein-Popo (Aného) mit 89 freigekauften Männern und 37 freigekauften Frauen geschlossen. Die Sklaven stammten aus verschiedenen Regionen Westafrikas und, soweit bekannt, nicht aus dem Königreich Dahomey selbst.
Ein Teil der männlichen Freigekauften wurde in der soeben eingerichtete Polizeitruppe Kamerun eingestellt. Aufgrund von Krankheiten, vor allem Pocken, waren Ende 1893 bereits zwei Drittel der so genannten Dahomey-Arbeiter umgekommen. Im Dezember 1893 bestand die Polizeitruppe aus 100 Mann, von denen 55 ehemalige Dahomey-Sklaven waren. Die übrigen Polizeisoldaten waren westafrikanische Söldner der Kru und Vai (zeitgenössisch Wey) aus Liberia und Sierra Leone sowie Haussa aus Togo.
Die gleichzeitige Beschäftigung von Söldnern und nichtbesoldeten freigekauften Sklaven, die durch ihren Militärdienst ihre Freikaufsumme abdienten, führte zwangsläufig zu einer Zweiklassengesellschaft in der Polizeitruppe, in der sich die ehemaligen Sklaven als Polizeisoldaten zweiten Grades fühlten, da sie zwar den gleichen Dienst wie die Söldner leisteten und wie diese bei Expeditionen ins Hinterland auch ihr Leben einsetzten, dafür aber nicht besoldet wurden. Die Söldner erhielten je nach Dauer der Zugehörigkeit zur Polizeitruppe einen Monatslohn von 20 bzw. 30 Mark.  Außerdem war den Dahomey-Soldaten im Gegensatz zu den Söldnern das Plündern auf Kriegszügen verboten.
Die eigentlichen Gründe für den Aufstand waren jedoch die brutale Behandlung durch deutsche Vorgesetzte, der Einsatz zur Zwangsarbeit sowie die ihm nachgesagte Vergewaltigung von Soldatenfrauen durch Gouvernements-Kanzler Heinrich Leist. Konkreter Anlass für den Aufstand war daher eine Bestrafung von Soldatenfrauen am 15. Dezember 1893 wegen Arbeitsverweigerung. Die Frauen wurden durch den Gefreiten John Cold mittels einer Nilpferdpeitsche vor den Augen ihrer Ehemänner geprügelt. Zu diesem Zeitpunkt stand die Polizeitruppe unter dem Kommando von Premierleutnant (Oberleutnant) Walter Haering (1862–1929), der seinen Dienst allerdings erst am 1. Oktober 1893 aufgenommen hatte.

## Verlauf
Noch am Abend des 15. Dezember 1893 entschlossen sich die Dahomey-Soldaten zum Aufstand mit dem Ziel, Leist zu töten und die deutsche Herrschaft in der Kolonie zu beenden. Sie setzten sich in den Besitz von modernen Karabinern, zwei Maxim-Maschinengewehren und zwei Schnellladekanonen und reichlich Munition und wählten den Polizeisoldaten Mamadu zum Anführer. Dieser hatte sich selbst bereits früher einmal als Dammeheadman (Dahomey-Führer) bezeichnet. An dem Aufstand beteiligten sich 47 von 55 Dahomey-Soldaten sowie 43 Dahomey-Frauen.
Trotz völliger waffentechnischer und personeller Überlegenheit und dem Überraschungseffekt auf ihrer Seite gelang es den Aufständischen nicht, das deutsche Verwaltungspersonal festzusetzen, das sich im Gouvernementsgebäude der Joß-Platte verschanzt hatte. Aufforderungen zu Verhandlungen lehnten sie ab. Aus Versehen erschossen die Rebellen den Assessor Otto Riebow, den sie mit Leist verwechselt hatten. Das deutsche Führungspersonal wurde durch die beiden Regierungsdampfer Nachtigal und Soden unterstützt, die über Schnellladekanonen verfügten. Mit Beibooten der Dampfer wurden die Belagerten am 16. Dezember 1893 evakuiert und nach Hickorytown (heute ebenfalls ein Teil Doualas) verbracht.
Weiterhin konnten die Rebellen nicht die telegrafische Benachrichtigung des Kanonenboots SMS Hyäne verhindern, das zu diesem Zeitpunkt Stationär der „Westafrikanischen Station“ der Kaiserlichen Marine war und sich gerade in der portugiesischen Kolonie São Thomé aufhielt. Bereits am 20. Dezember 1893 traf die Hyäne unter Kapitänleutnant Wilhelm Reincke (1855–1922) vor der Joß-Platte ein und nahm sie unter Beschuss. Trotzdem wurde der Widerstand der Aufständischen nicht gebrochen, so dass schließlich am 23. Dezember ein Landungskommando des Kanonenboots zusammen mit loyalen Polizeisoldaten die Stellungen der Rebellen stürmte und den größten Teil festnahm, während ein Teil der Aufständischen in den umliegenden Urwald flüchtete. Ein großer Teil der Geflüchteten wurde in den darauffolgenden Wochen gefasst; die Männer wurden hingerichtet, die Frauen zur Zwangsarbeit eingesetzt.
Die Reichsregierung beschloss zur Sicherung der Kolonie am 9. Januar 1894, eine Kompanie des 2. Seebataillons aus Wilhelmshaven unter Führung von Hauptmann Oltwig von Kamptz nach Kamerun zu entsenden. Die Seesoldaten wurden in Cuxhaven auf dem Schnelldampfer Admiral eingeschifft und trafen am 28. Januar 1894 in Kamerun ein. Die Kompanie wurde zur Verfolgung von flüchtigen Aufständischen sowie zum Wach- und Patrouillendienst eingesetzt und Ende März wieder aus der Kolonie abgezogen, nachdem sich die Reichsleitung zu einer vollständigen Neuorganisation von Polizei und Militär in der Kolonie entschlossen hatte.

## Ursachen der Niederlage und Folgen des Aufstands
Die Niederlage der Aufständischen war aufgrund ihrer spezifischen sozialen Situation und der geographischen Lage des Aufstandsgebiets praktisch vorprogrammiert. Sie besaßen weder unter den Söldnern der Polizeitruppe noch in der einheimischen Bevölkerung Verbündete. Auch konnten sie nicht in das Hinterland ausweichen, da die dortige Bevölkerung wiederum im Gegensatz zur Küstenbevölkerung stand und die Dahomey-Soldaten an militärischen Expeditionen gegen die Bevölkerung im Hinterland eingesetzt worden war. Auch konnten die Aufständischen die Kolonie nicht auf dem Seeweg verlassen, da sie weder die technischen Mittel dazu besaßen noch ein Exil aufsuchen konnten. Der Aufstand war daher keine rationale Strategie zur Beendigung einer Kolonialherrschaft, sondern entstand spontan aus dem konkreten Anlass der Misshandlung der Ehefrauen der Polizeisoldaten heraus. Obwohl die Rebellen auch nach deutschen Berichten militärisch geschickt operierten, befanden sie sich ab dem Eintreffen der Hyäne in einer unhaltbaren Position, die ihnen keinerlei Spielraum, z. B. für Verhandlungen, ermöglichte.
Eine von dem Legationsrat Friedrich Wilhelm Rose geleitete Untersuchungskommission stellte fest, dass die gegen Leist erhobenen Vorwürfe im Wesentlichen zutrafen, was zu einer scharfen Kritik vor allem von sozialdemokratischer, aber auch liberaler Seite an der deutschen Kolonialpolitik führte. Der Fall Leist entwickelte sich zu einem Kolonialskandal; Leist selbst wurde 1895 aus dem Dienst entlassen, konnte jedoch aufgrund der damaligen Rechtslage nur disziplinarisch und nicht strafrechtlich belangt werden. Auch Gouverneur Eugen von Zimmerer, der während des Aufstands nicht in der Kolonie anwesend war, wurde abberufen, da er für die Duldung der Verhältnisse verantwortlich gemacht wurde.
Als Folge des Aufstands wurde die alte Polizeitruppe aufgelöst und nach dem Vorbild der Schutztruppe für Deutsch-Ostafrika in die Schutztruppe für Kamerun umgewandelt; zusätzlich wurde eine neue Polizeitruppe Kamerun aufgebaut. Auch diese Truppen rekrutierten sich in den nächsten Jahren vorzugsweise aus westafrikanischen Söldnern, bis nach 1900 vermehrt auch Personal aus dem Kolonialgebiet selbst eingestellt wurde.
Der Einsatz der Hyäne hatte erneut demonstriert, dass die Stationäre der Auslandsstationen der Kaiserlichen Marine, in der Regel ältere Kanonenboote und Kleine Kreuzer, eine wichtige militärstrategische Rolle in der Aufrechterhaltung der Kolonialherrschaft im Aufstandsfall bildeten, da die Besatzungen der Kriegsschiffe als loyal und gut ausgebildet galten.

## Die Poststelle in Douala
Die Nationalsozialisten brachten 1939 ein Buch zur Geschichte der Deutschen Post in den Kolonien und im Ausland heraus, das den Aufstand aus der Perspektive der Post nachzeichnete. Hier ist die Rede von 50 Aufständischen und sechs Tagen bis zur Niederschlagung. Die „Meuterer“ hätten auch die Poststation in Douala beschossen und den erst zwei Wochen zuvor ins Land gekommenen Postsekretär Bieberstein „in Bedrängnis“ gebracht. Bieberstein versuchte das Kriegsschiff zu kontaktieren – wenn auch vergeblich. Bei dem Aufstand seien zwar Pakete und Briefe in der Postagentur gestohlen worden, jedoch hätte der Geldschrank nicht geöffnet werden können. Den „Telegraphenapparat“ hätten die Dahomeys nicht angerührt, weil sie ihn für „gefährliche Medizin“ hielten.